# Nupserha bicoloripennis
Nupserha bicoloripennis är en skalbaggsart som beskrevs av Stefan von Breuning 1958. Nupserha bicoloripennis ingår i släktet Nupserha och familjen långhorningar. Inga underarter finns listade i Catalogue of Life.